# Orchestra d'archi
Per orchestra d'archi si intende una orchestra formata esclusivamente da strumenti ad arco e cioè violini, viole, violoncelli e contrabbassi (violone da gamba). Una grande orchestra d'archi è mediamente formata da 16 violini primi, 14 violini secondi, 12 viole, 10 violoncelli ed 4-6 contrabbassi. Un'orchestra media è normalmente formata da 12 violini primi, 10 violini secondi, 8 viole, 6 violoncelli e 2-3 contrabbassi. Un'orchestra d'archi da camera è formata da 8 violini primi, 6 violini secondi, 4 viole, 3 violoncelli e 1 contrabbasso. Nelle orchestre più grandi il numero dei violini primi può aumentare a volontà fino ad arrivare a 24 e tutti gli altri archi debbono essere dunque aumentati in proporzione. La forma più ridotta di orchestra d'archi è costituita dal quartetto d'archi che è formato da un primo violino, un secondo violino, una viola ed un violoncello.
Tra le composizioni per orchestra d'archi si possono ricordare le tredici sinfonie per archi di Felix Mendelssohn.